# Biografia del figlio cambiato
Biografia del figlio cambiato è una biografia romanzata di Luigi Pirandello scritta da Andrea Camilleri e pubblicata dalla casa editrice Rizzoli nel 2000.

## Trama
(Andrea Camilleri op.cit. Nota)
Questo è l'intento di Camilleri: descrivere la vita di questo grande personaggio della nostra letteratura ma in maniera discorsiva come raccontando ad un amico senza riferimenti a fonti critiche o a dati bibliografici ma da un punto di vista personale, così come si può narrare di qualcuno osservandolo quasi di nascosto nei suoi comportamenti più spontanei.
Forse il giudizio ne risulterà in parte alterato nella sua oggettività ma in compenso sarà colorito dalla partecipazione emotiva e sentimentale che Camilleri ha per questo suo conterraneo di cui in questa biografia romanzata vuole analizzare quello che lui immagina sia stata la sua vera vita privata, quello che egli era veramente nella sua intimità, fuori dalle luci di quella ribalta dove Pirandello ebbe tanti successi.
Il romanzo s'incentra sul conflitto tra Pirandello e il padre Stefano, da cui egli si sente tanto diverso per il modo di vivere e concepire la vita, da fargli pensare che anche a lui sia accaduto quello che allora capitava abbastanza frequentemente: di essere stato cioè cambiato nella culla dalla levatrice ed allevato da una famiglia che non era quella di origine: a lui cioè sarebbe capitato proprio quello che una ragazza, Maria Stella, che abitava con la sua famiglia, gli aveva raccontato da bambino.
Un altro motivo per considerarsi un "figlio cambiato" - questo potremo definirlo più letterariamente pirandelliano - è il fatto che Pirandello pensa di essere nato in un non-luogo, in un posto che non esiste: quindi egli è stato "cambiato" anche nel luogo della nascita. Questo era accaduto perché nell'imminenza del parto che doveva avvenire a Porto Empedocle, per un'epidemia di colera che stava colpendo la Sicilia, il padre Stefano aveva deciso di trasferire la famiglia in una isolata tenuta di campagna per evitare il contatto con la pestilenza.
Il luogo scelto, al confine con la città di Girgenti, era un folto bosco che si chiamava Càvusu, cioè calzone in dialetto, per il fatto che in quel punto un fiume da tempo essiccato si divideva in due tronconi così da assumere la forma di un paio di pantaloni. Nel momento in cui Porto Empedocle, da borgata divenne comune autonomo da Girgenti, il comune prese come segno di confine proprio la località Càvuso che per iniziativa di un ufficiale di anagrafe ebbe la denominazione cambiata in Caos.
(Luigi Pirandello)
Questo avvenimento farà dire a Pirandello di essere nato in un posto "cambiato" e quindi di non appartenere all'ordine del mondo ma al caos incomprensibile:

«Io penso però che sarà cosa certa per gli altri che dovevo nascere là e non altrove e che non potevo nascer dopo né prima; ma confesso che di tutte queste cose non mi son fatto ancora né certo saprò farmi mai un'idea.»
I difficili rapporti con il padre divennero definitivi, racconta Camilleri, quando, a quattordici anni, scopre che questi ha una relazione con una cugina dalla quale era nato un figlio che egli odiò al punto da sputargli in faccia. Da qui il desiderio di staccarsi dal padre e dalla terra d'origine a cui si sente estraneo e nello stesso tempo visceralmente attratto tanto da descriverla e rimpiangerla nella sua opera letteraria trasfigurandola fantasticamente.
Questo è il nucleo di tutta la produzione teatrale pirandelliana: il tema dell'identità impossibile, quella del "figlio cambiato" che dubita di se stesso, che non sa, né può, distinguere tra ciò che è reale e ciò che non lo è, e anzi, come non esista una realtà definitiva, neppure per se stessi, ma come ognuno di noi appaia, e alla fine sia, quello che gli altri vedono in lui. La vita come caos, dove l'unica realtà è ciò che appare.
Il tema dell'identità impossibile e perduta si riproporrà drammaticamente nella follia della moglie che Pirandello trasfigurerà nella sua produzione letteraria e che gli farà dire che «La pazzia di mia moglie sono io» (da una lettera a Ugo Ojetti del 10 aprile 1914 in op.cit.pag.191), io che per tutta la mia vita non ho saputo chi sono, io, il "figlio cambiato".

## Edizioni
- Andrea Camilleri, Biografia del figlio cambiato, Prima ed., collana Superpocket, Rizzoli, 2003,  pp. 267, cap. 2, ISBN 88-462-0265-1.